# 轉輪王

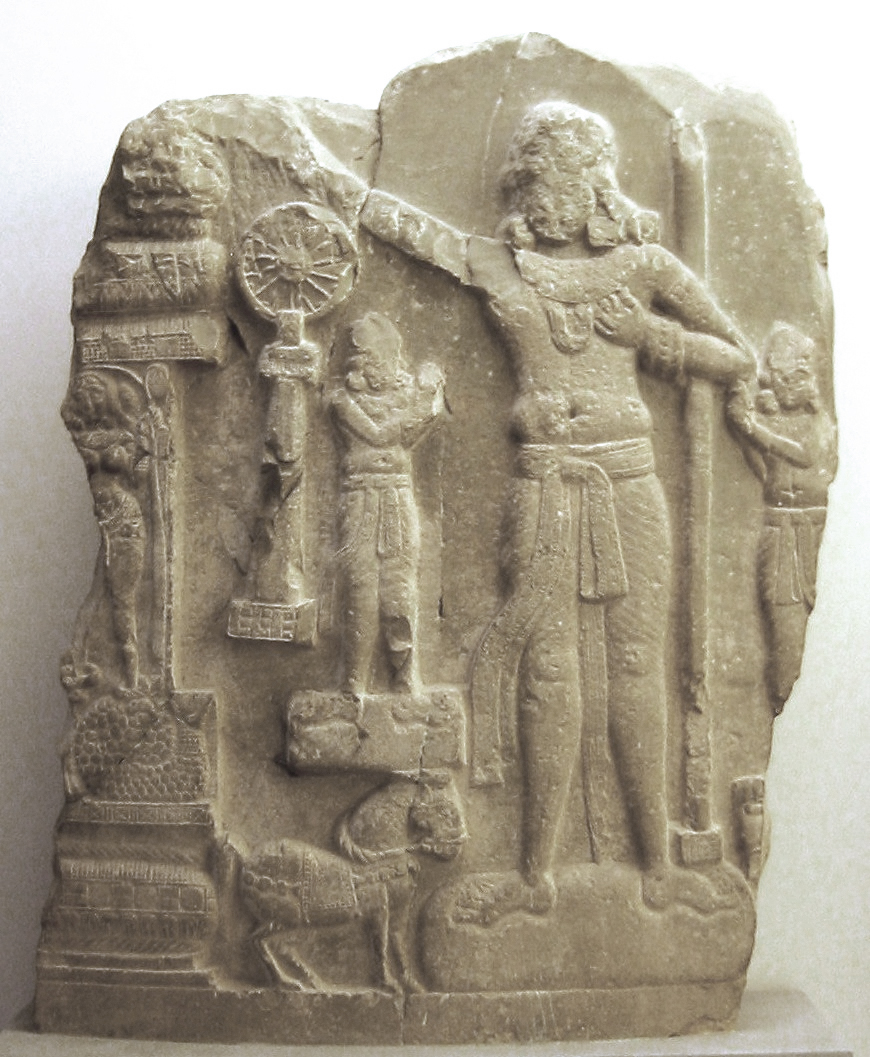
阿育王，被尊爲轉輪聖王的孔雀王朝君主

轉輪王（Chakravartin），音譯為斫迦羅伐剌底、遮迦羅跋帝、遮迦越羅，又稱轉輪聖王、輪轉聖王，簡稱輪王，印度宗教中的術語，在印度神話中，當統一世界的君王出現時，天上將會出現一個旋轉金輪，作為他統治權力的證明。擁有這個旋轉金輪的人，將成為這個世界以及全宇宙的統治者，他將會以慈悲與智慧治理這個世界，開創轉輪聖朝（sarvabhauma）。
佛教、耆那教與印度教等，都繼承了這個傳說。這個稱號在孔雀王朝時代首次出現，為宾头娑罗與阿育王的尊號之一。

## 概論
梵語是個性狀複合詞（Bahuvrihi），字面直譯為「輪子轉動的那位」，來自於「他的戰車輪子將壓碎一切反抗者」。
印度教和佛教傳說中，轉輪王被認為具備神聖的三十二相。分為金、銀、銅、鐵四者。統治四大部洲稱金輪王，統治三部洲稱銀輪王，統治二部洲稱銅輪王，只統治一部洲的稱鐵輪王。
孔雀王朝的偉大國王阿育王因興佛教、施仁政，被當時的佛教徒尊稱爲“轉輪王”，甚至有“轉輪王等同於佛陀”的看法。在考古碑文上，首次發現在孔雀王朝時代將“Cakravala”、“ Cakravartin”（轉輪聖王）作為宾头娑罗與阿育王的尊號之一。此外，藏传佛教认为元朝、明朝和清朝皇帝是文殊菩萨化身、使世界安宁的轉輪王；柬埔寨吳哥王朝的開國之君阇耶跋摩二世也曾自稱轉輪王。

### 其它文獻
- 孙英刚：〈转轮王与皇帝：佛教对中古君主概念的影响〉。
- 孙英刚：〈武则天的七宝——佛教转轮王的图像、符号及其政治意涵 （页面存档备份，存于）〉。